# Tadej Tomšič
Tadej Tomšič, slovenski saksofonist, skladatelj, aranžer in dirigent, * 1973, Ljubljana, Slovenija

## Življenje
Pri 12-tih letih se je vpisal na nižjo glasbeno šolo za klarinet v razredu Slavka Rančigaja v Kočevju. Študij klarineta je leta 1989 nadaljeval na Srednji glasbeni in baletni šoli v Ljubljani v razredu prof. Igorja Karlina. Septembra 1992 je opravil sprejemni preizkus na graški jazz akademiji in začel magistrski študij jazz saksofona, ki ga je z najvišjo oceno v razredu končal leta 1998.
Leta 1997 je bil član in solist Evropskega jazzovskega orkestra pod vodstvom Jožeta Privška,  
ves ta čas je in dela kot studijski glasbenik, avtor, aranžer in glasbeni producent v raznovrstnih glasbenih zasedbah s številnimi domačimi in tujimi glasbeniki. 
Od 1998 je zaposlen kot saksofonist in klarinetist v Big Bandu RTV Slovenija, od leta 2004 pa tudi kot redni dirigent in aranžer orkestra.
Med drugim je leta 2010 vodil European Jazz Orchestra, sestavljen iz izbranih mladih glasbenic in glasbenikov Evropske unije. Z njim je koncertiral po evropskih prestolnicah in turnejo končal s koncertom v Sloveniji.
Poleg dela v nacionalnem jazzovskem orkestru vodi svoj kvartet z imenom Tadej Tomšič Institution, je pedagog jazz saksofona, gostujoči solist in dirigent raznih domačih in tujih jazzovskih orkestrov. 
Aktiven je tudi na področju dela z mladimi glasbeniki kot predavatelj glasbene estetike, improvizacijskih in aranžerskih tehnik, vodenja za razne manjše in večje glasbene zasedbe (big band delavnice, masterclasses,...).